# Thank You (The Walking Dead)
"Thank You" là tập thứ ba trong Phần 6 của series phim truyền hình The Walking Dead. Tập phim được phát sóng trên kênh AMC của Mỹ vào ngày 25 tháng 10 năm 2015. Khi phát sóng tại Mỹ, tập phim đã được 13,1 triệu người xem trong đó có 6,8 triệu người từ 18-49 tuổi.

## Nội dung tập
Tập phim nối tiếp diễn biến xảy ra cuối tập "First Time Again". Sau khi tiếng còi lớn vang lên từ phía Alexandria kéo hơn một nửa bầy xác sống tiến vào trong rừng, Rick, Glenn, Michonne cùng những cư dân Alexandria khác trong nhóm đang vội vàng chạy về phía cộng đồng. Trong khi cách đó không xa, đám xác sống khổng lồ đang theo sau họ. Liên lạc qua bộ đàm và được biết chuyện đang xảy ra, Daryl đề nghị rằng mình sẽ quay xe lại đến giúp nhóm Rick nhưng bị từ chối. Rick yêu cầu Daryl hãy tiếp tục cùng Abraham và Sasha dụ nửa số xác sống còn lại đi tiếp.
Trong lúc đang chạy, Annie - thành viên nữ duy nhất trong nhóm đã ngã và bị chấn thương mắt cá chân, buộc Glenn phải đỡ lấy và dìu cô đi. Michonne nghe thấy một cư dân khác của cộng đồng tên Barnes đổ lỗi Rick cho cái chết của Carter và việc đàn xác sống khổng lồ đang hướng tới Alexandria. Cô liền bảo anh ta rằng đây không phải là lúc để đổ lỗi cho ai đó, họ cần tiếp tục di chuyển trong tình thế cấp thiết này. Barnes nhìn Michonne với ánh mắt khó chịu rồi tiếp tục chạy.
Sau khi đã giữ được một khoảng cách nhất định với đám xác sống phía sau, Rick bảo cả nhóm tạm dừng để phổ biến về việc cần làm tiếp theo. Theo đó, một mình Rick sẽ chạy đi lấy xe RV của nhóm gần đó để dùng nó dụ đám xác sống quay ngược hướng trở lại đúng như kế hoạch ban đầu. Những người còn lại sẽ quay lại Alexandria xem chuyện gì đang xảy ra và giúp đỡ những ai đang ở nhà. Rick gọi Glenn và Michonne ra để nói chuyện riêng. Anh dặn họ rằng hãy đưa những cư dân Alexandria còn thiếu kém kinh nghiệm kia về cộng đồng, cố bảo vệ họ nếu có thể nhưng phải tiếp tục đi dù cho một trong số họ không thể bắt kịp. Đứng gần đó, Heath đã nghe được những gì Rick nói. Đúng lúc đó, cả nhóm nghe thấy tiếng hét của Barnes - người bất ngờ bị tấn công và cắn bởi một vài xác sống. Họ chạy tới giết chúng, và Michonne dùng kiếm đâm vào đầu Barnes để giải thoát cho anh ta khỏi sự đau đớn. Đúng lúc đó, tiếng còi từ phía xa cũng đã ngừng lại. Rick chúc những người còn lại trở về bình an và bắt đầu tách khỏi.
Những người còn lại tiếp tục lên đường. Đi được một đoạn, họ chạm trán một nhóm xác sống và bị chúng tấn công. Dù đã được Glenn nhắc rằng hạn chế dùng súng để tránh gây tiếng ồn, một chàng trai tên Sturgess trong lúc hoảng loạn đã rút súng ra bắn loạn xạ, khiến đạn đi lạc và găm vào chân của một thành viên khác là Scott. Liền sau đó, anh ta bỏ chạy khỏi nhóm và mất hút. Sau khi xử lý hết đám xác sống và mải xem xét vết thương của Scott, người đàn ông tên David bất ngờ bị một con walker cắn lén từ phía sau. Ngay lập tức, David quay lại và dùng dao đâm chết nó. Cả nhóm đều biết số phận của David sẽ đi về đâu, nhưng họ không còn lựa chọn nào khác ngoài việc tiếp tục di chuyển.
Trong khi đó, Daryl nói với Abraham và Sasha rằng có lẽ họ chỉ cần dụ đàn xác sống đằng sau đi theo khoảng 5 dặm thay vì là 20 như kế hoạch. Anh cảm thấy lo lắng cho cộng đồng và muốn quay về xem chuyện gì đang xảy ra. Mặc cho sự phản đối từ hai người đi cùng, Daryl nói rằng chỉ cần 2 người bọn họ là đủ thực hiện tiếp nhiệm vụ rồi bắt đầu phóng xe đi để tìm đường về Alexandria.
Trên đường đi, David kể cho Michonne nghe về câu chuyện của vợ chồng anh ấy. David và vợ mình - Betsy chỉ mới kết hôn được 3 tháng. Cả hai người họ chưa từng quen biết nhau trước khi dịch bệnh bùng phát và đều được Aaron tìm thấy đưa về cộng đồng. David nói rằng nếu có thể, anh muốn về được đến nhà để nói lời tạm biệt với vợ.
Cả nhóm đi đến một thị trấn bỏ hoang và quyết định sẽ tạm dừng chân để băng bó cho vết thương của Scott. Mọi người bắt đầu chia nhau đi kiểm tra những chiếc xe xung quanh xem có cái nào có thể sử dụng để về nhà không. Glenn nói Michonne rằng anh sẽ không bỏ mặc những người đang bị thương ở chân và sẽ cố gắng để đưa họ trở về. Heath nhận ra rằng đây chính là nơi Nicholas từng kể rằng những người trong nhóm của anh ta và Aiden đã chết do hoảng loạn khi đối phó với xác sống. Tuy nhiên, Nicholas đã cho Heath biết sự thật về câu chuyện, rằng không phải họ hoảng loạn, mà chính là anh ta và Aiden.
Sau khi tập hợp trở lại và nhận ra rằng họ không tìm thấy chiếc xe nào còn dùng được, Heath nói với mọi người rằng Nicholas là người thông thạo các ngóc ngách của thị trấn này, và anh ta sẽ là người dẫn đường. Bất chợt, họ nhìn thấy chiếc mũ của Sturgess - người đã bỏ chạy lúc ở trong rừng, cho thấy rằng anh ta đã đến đây trước họ. Đi tiếp được một đoạn, họ nhìn thấy xác của Sturgess đang bị nhiều xác sống ăn thịt. Quanh khắp thị trấn, các xác sống bất ngờ xuất hiện mỗi lúc một đông dần. Nicholas một lần nữa cảm nhận được sự sợ hãi của mình giống trước đây, nhưng lập tức tỉnh táo trở lại khi nghe thấy Glenn gọi tên mình. Cả nhóm rút vào bên trong một cửa hàng nhỏ, nơi họ bắt đầu bàn kế hoạch thoát khỏi đám xác sống. Glenn nói rằng anh và Nicholas sẽ đi tìm đốt một căn nhà gần đó để đánh lạc hướng chúng, giúp cả nhóm có thời gian trốn thoát. Anh dặn Michonne rằng nếu vẫn chưa thấy mình quay lại, hãy cứ tiếp tục trở về Alexandria và anh sẽ tìm một cách nào đó báo hiệu cho mọi người biết rằng anh vẫn ổn.
Trong lúc đó, Rick vẫn đang chạy đến chỗ chiếc RV. Anh chạm trán một vài xác sống trên đường và vô tình bị thương ở tay khi giết chúng. Qua bộ đàm, Glenn thông báo cho Rick về kế hoạch mà anh và Nicholas sắp thực hiện. Glenn chúc Rick may mắn trước khi ngắt liên lạc.
Sau khi Scott đã được băng bó vết thương, anh ta và Annie bỗng nói với những người khác rằng hãy cứ bỏ họ ở lại, vì họ chỉ đang trở thành gánh nặng cho mọi người. Heath nhìn thẳng vào mắt Michonne rồi đáp rằng họ sẽ không bỏ bất cứ ai ở lại cả. Nhận thấy rằng hình như Heath đang có thành kiến với mình, Michonne ra nói chuyện riêng với anh ta thì được biết Heath đã nghe được những gì Rick dặn Michonne và Glenn lúc còn ở trong rừng. Cô liền giận dữ đáp lại rằng Heath sẽ chẳng thể hiểu được vì anh ta chưa bao giờ phải trải qua cuộc sống sinh tồn đáng sợ ngoài kia như những thành viên trong nhóm Rick.
Trên đường đến căn nhà mà họ định đốt, Glenn và Nicholas nhìn thấy một xác sống bị mắc kẹt dưới một chiếc xe. Anh ta nhận ra rằng xác sống đó chính là Will, một trong số những người cùng nhóm từng bị mình và Aiden bỏ mặc tại đây. Nicholas liền dùng dao đâm chết xác sống Will. Đúng lúc đó, họ nghe thấy hàng loạt tiếng súng vang lên từ phía Alexandria. Nhận thấy mọi người ở nhà có thể đang gặp nguy hiểm, hai người nhanh chóng chạy đến chỗ căn nhà họ dự định sẽ phóng hỏa.
Trong cửa hàng, Michonne và những người còn lại cũng nghe thấy tiếng súng và nhìn thấy đám xác sống bên ngoài đang bị thu hút bởi âm thanh đó. David viết một mẩu giấy đưa cho Michonne rồi nhờ cô đưa cho vợ của anh khi về đến nhà, mẩu giấy ghi rằng: "Betsy, tình yêu của anh. Nếu em đọc được mẩu giấy này, đó là bởi vì anh đã không qua khỏi". Tuy nhiên, Michonne từ chối làm việc này. Thay vì vậy cô cầm bút viết lên tay mình rồi đưa cho David xem dòng chữ: "Anh sẽ về được nhà". Đột nhiên, một vài xác sống trong căn phòng phía sau của cửa hàng bất ngờ gây tiếng động lớn và khiến đám walker bên ngoài nghe thấy. Sau khi giết chết những con bên trong căn phòng đó, nhóm của họ nhận ra rằng đám walker bên ngoài đã bắt đầu tiến đến phía trước cửa hàng. Thấy vậy, họ quyết định buộc phải thoát khỏi và bỏ chạy ngay lúc này trước khi có thêm nhiều xác sống hơn nữa kéo tới.
Mọi người bắt đầu xông ra ngoài bắn chết những con walker đang ở phía trước rồi bắt đầu chạy thật nhanh tìm lối thoát. Annie đã bị ngã xuống do di chuyển chậm và đã bị đám xác sống xé xác. Đám xác sống khổng lồ vẫn tiếp tục đuổi theo họ đến tận một cánh cổng, nơi từng người trong số họ phải trèo qua phía bên kia để thoát khỏi. Khi chỉ còn Michonne và David đang trèo lên cổng, bầy walker đã đuổi kịp và túm lấy chân hai người này. David bị chúng lôi xuống và ăn thịt, trong khi những người đã trèo qua được bắn chết một vài xác sống đang túm chân Michonne và cuối cùng giúp cô qua được bên kia cánh cổng. Họ lặng nhìn David bị bầy walker xé xác với ánh mắt sợ hãi.
Trong khi đó, Glenn và Nicholas chạy đến căn nhà họ định phóng hỏa chỉ để phát hiện ra rằng nó đã cháy rụi từ lâu. Từ khắp mọi ngã rẻ, xác sống với số lượng đông đảo bắt đầu kéo đến và tiến về phía họ, khiến hai người này phải chạy vào trong một con hẻm. Họ định trèo qua một hàng rào để sang bên kia nhưng phát hiện ra rằng ở bên đó cũng đã có xác sống. Quay lại nhìn, Glenn thấy rằng đám walker đã tiến đến rất gần. Anh liền trèo lên một thùng rác và kéo Nicholas lên cùng. Rất nhanh chóng, xác sống bắt đầu vây quanh thùng rác và cố kéo họ xuống. Sợ hãi nhìn xung quanh và nhận thấy tình cảnh mình đang rơi vào là vô vọng, Nicholas quay sang nói với Glenn rằng "Cảm ơn anh" rồi dí súng vào đầu bóp cò tự sát. Đỡ lấy xác của Nicholas, Glenn cũng bị kéo theo ngã xuống bên dưới. Ngay lập tức, đám xác sống xung quanh vây lấy họ và hình ảnh Glenn dần bị chúng che khuất.
Michonne vẫn đang cùng Heath dìu Scott đi trên đường về Alexandria. Cô bỗng cảm thấy lo lắng khi không thấy có khói bốc lên, cho thấy rằng kế hoạch đốt căn nhà của Glenn và Nicholas đã thất bại. Khi về đến Alexandria, họ nhìn thấy dấu hiệu cho thấy rằng cộng đồng vừa bị tấn công.
Trong lúc đó, Rick đến được chỗ chiếc RV và lái nó đến địa điểm dự tính. Anh dùng bộ đàm cố liên lạc với Tobin và Glenn nhưng đều không nhận được tín hiệu hồi đáp. Liền sau đó, Rick liên lạc với Abraham và Sasha để báo cho họ biết rằng mình sẽ dẫn đám xác sống tách ra quay trở lại chỗ họ ở đường chính. Trong khi đang đợi đám xác sống đến chỗ mình, Rick bất ngờ bị tấn công bởi 2 người đàn ông lạ mặt - chính là những thành viên của The Wolves mà Morgan để cho trốn thoát trước đó. Rick đã đánh trả được 2 kẻ này và bắn chết chúng.
Qua bộ đàm, Daryl nghe thấy tiếng súng và gọi Rick nhưng không thấy trả lời. Anh dừng xe lại với một chút lưỡng lự, trước khi quay trở lại chỗ Abraham và Sasha. Rick nhìn thấy vẫn còn 3 thành viên khác của The Wolves đang ở bên ngoài nên liền dùng súng bắn xuyên qua lớp vỏ xe và giết chết chúng. Đúng lúc đó, bầy xác sống đã tới nơi. Tuy nhiên, Rick không thể khởi động được xe do động cơ đã bị 2 kẻ tấn công lúc nãy bắn hỏng. Anh cảm thấy hoang mang không biết phải làm gì tiếp theo trong khi xác sống từ trong rừng bước ra ngày một đông...

## Diễn biến

### Diễn viên chính
- Andrew Lincoln vai Rick Grimes
- Norman Reedus vai Daryl Dixon
- Steven Yeun vai Glenn Rhee
- Lauren Cohan vai Maggie Greene*
- Chandler Riggs vai Carl Grimes*
- Danai Gurira vai Michonne
- Melissa McBride vai Carol Peletier*
- Michael Cudlitz vai Abraham Ford
- Lennie James vai Morgan Jones*
- Sonequa Martin-Green vai Sasha Williams
- Josh McDermitt vai Eugene Porter*
- Christian Serratos vai Rosita Espinosa*
- Alanna Masterson vai Tara Chambler*
- Seth Gilliam vai Gabriel Stokes*
- Alexandra Breckenridge vai Jessie Anderson*
- Ross Marquand vai Aaron*
- Austin Nichols vai Spencer Monroe*
- Tovah Feldshuh vai Deanna Monroe*

### Diễn viên định kỳ
- Corey Hawkins vai Heath
- Jason Douglas vai Tobin*
- Justin Miles vai Barnes
- Kenric Green vai Scott

*Không xuất hiện trong tập này

### Các diễn viên phụ khác
- Jay Huguley vai David
- Beth Keener vai Annie
- Jonathan Kleitman vai Sturgess
- Michael Traynor vai Nicholas
- Jesse C. Boyd vai Thành viên The Wolves

## Cái chết trong tập
- Barnes
- Sturgess
- Will (Sau khi biến đổi)
- Annie
- David
- Nicholas
- Một cư dân Alexandria không rõ tên
- 5 thành viên của The Wolves

## Đánh giá
"Thank You" nhận được những lời tán thưởng từ giới phê bình, đa phần là ở hiệu ứng mà tập phim này thu được qua việc khiến khán giả tranh cãi về số phận nhân vật Glenn Rhee. Trang Rotten Tomatoes có 97% trong số 31 bài phê bình về tập phim mang tính tích cực và cho rằng tập này "là một ví dụ điển hình cho thấy những gì tuyệt vời nhất mà The Walking Dead có thể làm được". Jeremy Egner từ nhật báo The New York Times đánh giá cao cảnh mà Glenn và Nicholas đứng trên nóc thùng rác với số lượng đông đảo xác sống vây quanh. Anh cho rằng từ diễn xuất, hóa trang, âm thanh cho tới cách đạo diễn chỉ đạo thực hiện phân cảnh đều rất hoàn hảo.

## Bên lề
- Tên của tập phim đến từ câu nói cuối cùng của Nicholas với Glenn: "Cảm ơn anh".
- Tên của tập phim ban đầu là "Attacked".
- Tên của Justin Miles (Barnes) và Kenric Green (Scott) đã được đưa lên credit trong mục "Also Starring" của những diễn viên định kỳ.
- Trong tập này, Glenn đã gọi Rick là "dumbass". Đây là lần thứ hai Glenn gọi Rick như vậy kể từ sau lần đầu họ gặp nhau vào đầu Phần 1 (Cả hai lần đều gọi như vậy thông qua bộ đàm). Thật trùng hợp, cả hai tập phim này đều kết thúc bằng việc Rick bị mắc kẹt bên trong một chiếc xe với hàng loạt xác sống vây quanh bên ngoài.
- "We all have a job to do" - lời mà Glenn nói với Michonne trước khi rời khi rời khỏi để thực hiện nhiệm vụ được anh lấy lại từ lời trước đây Hershel nói với anh trong tập 3 Phần 4.
- Các sự kiện diễn ra trong tập này xảy ra song song với các sự kiện trong tập "JSS".
- Có một cảnh bị xóa khỏi tập cho thấy việc Glenn và Nicholas đếm dần số đạn còn lại trong súng của họ trong lúc bắn đám xác sống. Khi chỉ còn một viên, Nicholas đã để dành viên đạn đó để tự sát.[1]
- Trong chương trình Talking Dead phát sóng sau tập phim, Scott Gimple - showrunner của phim có viết một bức thư gửi đến các khán giả và nhờ MC Chris Hardwick của chương trình đọc giúp mình. Nội dung của bức thư như sau:"Thân gửi người hâm mộ của phim The Walking Dead. Đây là một câu chuyện thật khó để đưa vào phim, nhưng khi chúng tôi dự tính đưa nó vào, chúng tôi biết những khách mời có mặt tại Talking Dead sẽ bàn luận về điều này và suy đoán, cảm nhận cũng như bày tỏ niềm tiếc thương. Tôi biết chúng tôi (đoàn làm phim) nên nói gì đó về điều này, nhưng hãy để sự im lặng của chúng tôi thay cho những điều chúng tôi không nên nói ra. Tôi chỉ có thể nói thế này, bằng một cách nào đó, ở những tập phim còn lại của nửa đầu season này, chúng ta sẽ được nhìn thấy Glenn lần nữa, một phần của Glenn hay một "dạng thức khác" của Glenn để tiếp tục hoàn thành nốt câu chuyện còn dang dở của nhân vật này."
- Khoảng 140 diễn viên quần chúng đóng vai xác sống đã được sử dụng cho cảnh tấn công nhóm của Glenn. Trên phim trường, những xác sống này đã được gọi là "xác sống cao cấp" vì các diễn viên thủ vai đã được hóa trang kỹ càng hơn để đạt được hình ảnh chân thực nhất khi quay cận mặt.
- Đây là tập phim đầu tiên mà Alexandra Breckenridge, Ross Marquand, Austin Nichols và Tovah Feldshuh không xuất hiện dù vẫn được hiện tên trong dàn diễn viên chính.[2]